# Teatro Angelo Musco
Il teatro Angelo Musco è sito in via Umberto I a Catania ed è stata la prima sede del Teatro Stabile di Catania.

## La storia
Venne aperto nel 1957, su iniziativa dell'Ente provinciale per il turismo, come Accademia del teatro, venne poi utilizzato, a far data dal 1958 come prima sede per gli spettacoli del neonato Teatro Stabile di Catania. La sala molto stretta e lunga, conteneva poco più di 250 spettatori. Continuò comunque ad ospitare gli spettacoli dello Stabile per oltre un decennio fino al 1969 quando venne aperto il teatro Verga che divenne così la sede principale del Teatro Stabile. La sala del Musco comunque continuò ad ospitare alcune produzioni della stagione dello Stabile fino al 1973 quando fu distrutta da un incendio che lasciò intatte le sole strutture murarie. Dopo l'incendio venne prontamente ricostruita e la nuova sala venne dotata di circa 300 posti, incrementandone così la capienza. Fino al 2016 fu la seconda sede del Teatro Stabile ed ospitò, oltre che spettacoli del cartellone principale, produzioni destinate ai ragazzi delle scuole.
Il 1º dicembre 2017 la storica "sala" pubblica, chiusa per morosità, divenne "MusT MuscoTeatro" con una nuova cordata imprenditoriale guidata dal regista Giuseppe Dipasquale, dall'attrice Valeria Contadino, dal produttore teatrale Salvo Costantino, da Marco Vinci e Roberta Russo (fondatori dell'associazione "Ecco Godot").
Nel novembre 2021 passa alla gestione degli impresari teatrali Carlo Auteri e Mario Fraello del «Teatro ABC Catania».